# Universidad Panthéon-Assas
La Universidad Panthéon-Assas (Université Panthéon-Assas in francés, a menudo llamada "Assas" [asas] o "Paris II" [paʁi dø]), es una de las trece universidades de París, Francia, ubicada en el Barrio Latino en entre el quinto y sexto distrito de París. La universidad imparte formación superior en derecho, ciencias políticas, gestión, incluida la gestión de recursos humanos y Economía, pero también tiene cursos en las áreas de gobierno económico y social, de información y comunicación. 
En enero de 2010, la universidad logró su plena autonomía presupuestaria, logrando así formar parte de un proyecto de revalorización de las universidades francesas. Es miembro asociado de la Universidad Sorbona.

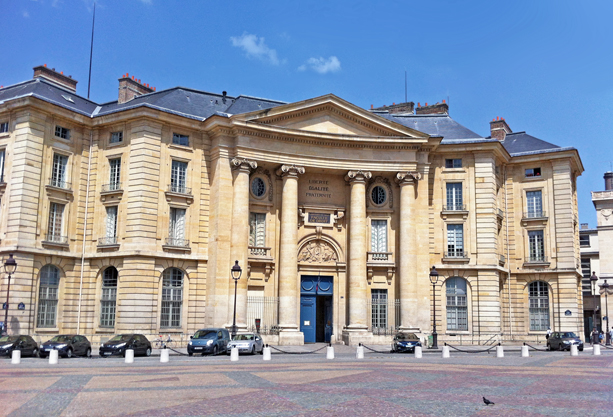
La Universidad de Panthéon-Assas

## Historia
A finales de 1950, para hacer frente a la afluencia producida por la explosión demográfica y descongestionar los edificios históricos de la Universidad de París, se nombró un comité para la creación de nuevos centros de cada facultad. Es así que el centro anexo de la facultad de derecho y economía, previsto para 1961, se completó finalmente en 1964, en calle de Assas. 
Finalmente, la Universidad Panthéon-Assas nació de una ruptura tras los acontecimientos de mayo de 1968, con la antigua facultad de derecho y ciencias económicas de París. La universidad aprobó su constitución el 26 de octubre de 1988, en virtud de la ley del 26 de enero de 1984, y adoptó el nombre de la Universidad de Panthéon-Assas, el 14 de marzo de 1990.

## Unidades académicas y departamentos

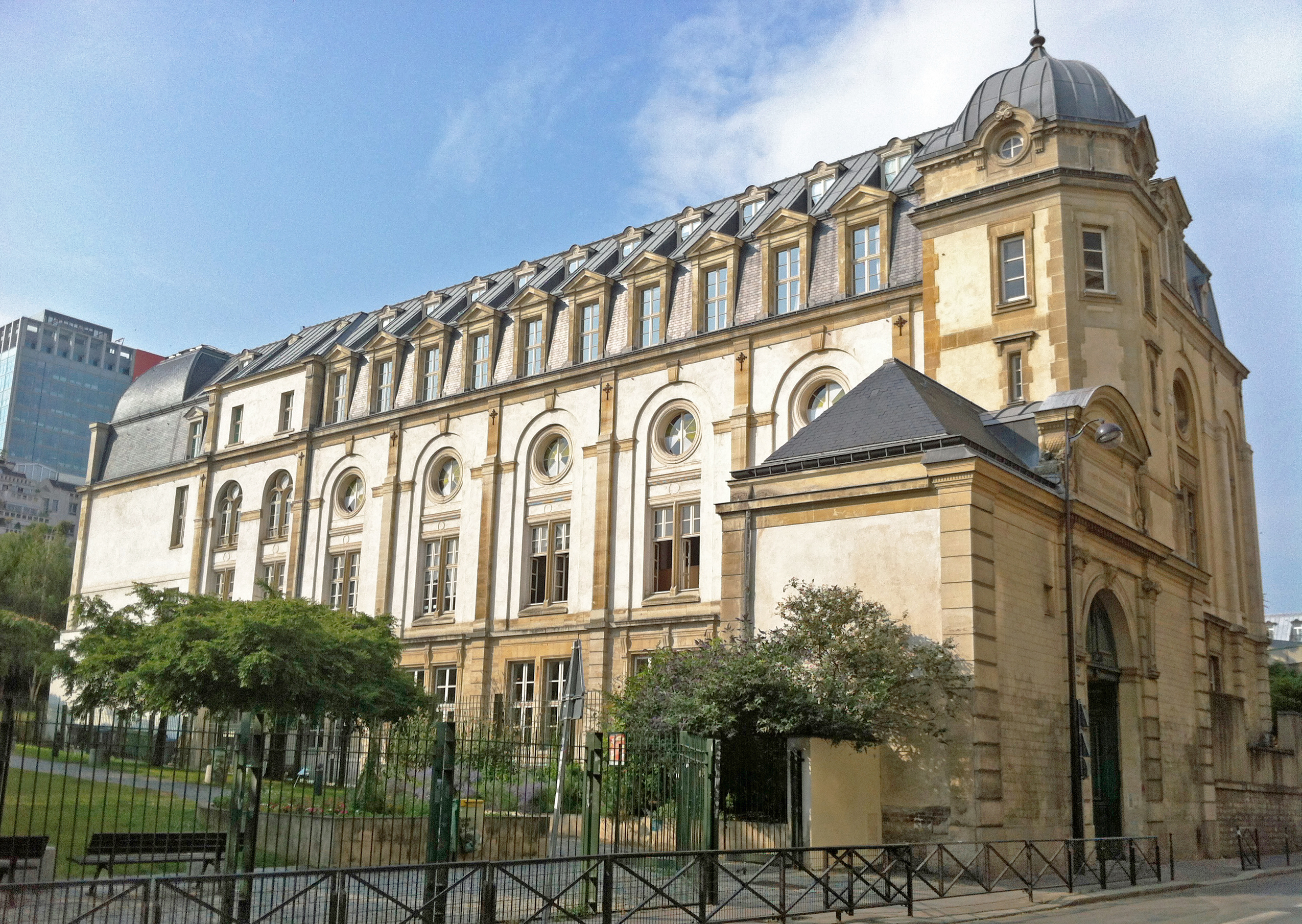
La universidad, en calle de Vaugirard.

La facultad de derecho de Panthéon-Assas, imparte educación superior en derecho, ciencias políticas y sociales, ciencia de la administración y la economía. La universidad cuenta con cinco escuelas de posgrado, 25 centros de investigación y otorga títulos a 8600 estudiantes por año (18.000 alumnos en el establecimiento, incluidos 3.000 extranjeros). La formación consta de 17 licenciaturas, 6 licenciaturas profesionales, 24 máster 1 (M1), 87 máster 2 (M2), 9 diplomados universitarios (DU), 6 títulos universitarios superiores (ESD), 3 máster en derecho (LLM), un master of business administration (MBA) y 23 programas de capacitación.

## Estudios de doctorado
La Universidad Panthéon-Assas cuenta con múltiples equipos de investigación en derecho, ciencias políticas, economía, administración, ciencias de la información y la comunicación. Tres de ellos están asociados al CNRS. La facultad posee 24 centros de investigación y laboratorios que se extienden en 5 escuelas de postgrado que reciben a 1500 postulantes a doctorado. Las áreas de doctorado son: 
- Derecho internacional, derecho europeo, relaciones internacionales y el derecho comparado.
- Derecho privado.
- Derecho público, ciencias administrativas y la ciencia políticas.
- Historia del derecho, filosofía del derecho y sociología del Derecho.
- Economía y gestión, ciencias de la información y la comunicación.

## Biblioteca de la Universidad
La biblioteca, dedicada a los profesores y estudiantes de la Universidad, se especializa en derecho y economía, y está destinada a servir principalmente en las aéreas de licenciatura y maestría de la Universidad. La biblioteca abarca tres sitios: 
- Biblioteca de Assas; es la más antigua, todas las colecciones se encuentran a pedido.
- Biblioteca de Melun; se inauguró en 1986, todas sus colecciones son de libre acceso.
- Biblioteca de Vaugirard; se inauguró en 1996, todas sus colecciones son de libre acceso.

## Instalaciones y dependencias
La Universidad de Panthéon-Assas tiene varias dependencia ubicadas en el quinto, y sexto distrito de París. 
En el quinto distrito de París
- En 12 de la plaza del Panteón, frente al Panteón: Master, Instituto de Estudios Judiciales, Instituto de Criminología, Instituto de Estudios Internacionales y el Instituto de Derecho en Roma. Es la sede de la Universidad de París II, así como la del Panthéon-Sorbonne Universidad París I.
- En 158 calle Saint-Jacques: Instituto Cujas, Centro de Finanzas y Tributación, Centro de Investigación en Derecho Administrativo, Centro de Estudios Constitucionales y Políticos del Centro de Investigación en Derechos Humanos y Derecho Humanitario y de laboratorio la sociología jurídica.

En el sexto distrito de París
En 92 calle de Assas : 2 º y 3 º año de licenciatura, primer años de maestría, incluso algunos años ha contado con alumnos de segundo año de maestría.